# Sportovní střelba na Letních olympijských hrách 1976
Střelecké soutěže na Olympijských hrách v Montréalu 1976 se konaly od 18. července do 24. července 1976.

## Medailisté

### Muži
| Kategorie                                            | Zlato                    | Stříbro                   | Bronz                     |
| ---------------------------------------------------- | ------------------------ | ------------------------- | ------------------------- |
| 50 metrů libovolná pistole                           | Uwe Potteck (GDR)        | Harald Vollmar (GDR)      | Rudolf Dollinger (AUT)    |
| 25 metrů rychlopalná pistole                         | Norbert Klaar (GDR)      | Jürgen Wiefel (GDR)       | Roberto Ferraris (ITA)    |
| 50 metrů libovolná malorážka 60 ran vleže            | Karlheinz Smieszek (FRG) | Ulrich Lind (FRG)         | Gennadij Luščikov (URS)   |
| 50 metrů libovolná malorážka 3×40 ran polohový závod | Lanny Bassham (USA)      | Margaret Murdocková (USA) | Werner Seibold (FRG)      |
| 50 metrů průběžný cíl                                | Alexandr Gazov (URS)     | Aleksandr Kediarov (URS)  | Jerzy Greszkiewicz (POL)  |
| Skeet                                                | Josef Panáček (TCH)      | Eric Swinkels (NED)       | Wiesław Gawlikowski (POL) |
| Trap                                                 | Donald Haldeman (USA)    | Armando Marques (POR)     | Ubaldesco Baldi (ITA)     |